# Tartrato de calcio
Tartrato de calcio es un producto secundario de la industria del vino, obtenido de los residuos de la fermentación. Se utiliza como conservante de alimentos con el código: E 354.

## Propiedades
Como el ácido tartárico, el tartrato de calcio tiene dos carbonos asimétricos, por lo cual tiene dos isómeros quirales y un isómero no-chiral (meso-form). La mayoría de los tartratos de calcio de origen biológico es de isomería quiral levorotatoria (–).
El tetrahidrato se descompone a 160 °C
y el anhidro se descompone a 650 °C. Estructura cristalina = d or l rómbica
 dl triclínica